# Monika Jagaciak
Monika Jagaciak, detta Jac (Poznań, 15 gennaio 1994), è una supermodella polacca.

## Biografia
È sorella minore dell'atleta Anna Jagaciak, lunghista e triplista. Dal 2017 è sposata col fotografo serbo Branislav Jankić. La coppia ha una figlia, Mila Jankic, nata il 10 agosto 2019.

## Carriera
Nel 2007 firma un contratto con la celebre agenzia di moda IMG Models. Appare sulla copertina della rivista francese Jalouse, fotografata da Elina Kechiecheva, e diventa il volto della campagna pubblicitaria di Hermès insieme alla collega Daria Werbowy.
Nel 2008 appare sulla copertina di Elle (Giappone). A maggio dello stesso anno ottiene la seconda copertina di Jalouse in Francia. A ottobre, in Giappone, compare sulle cover di Harper's Bazaar e Spur.
Nel 2009 apre e chiude gli show autunnali di Calvin Klein a New York, diventando così una delle stelle nascenti più in vista nel panorama della moda. Nello stesso periodo chiude le sfilate di Marc by Marc Jacobs e Richard Chai, mentre apre Phylosophy di Alberta Ferretti.
A Milano sfila per Marni, Prada, Jil Sander, Dolce & Gabbana, Versace, Gucci e MaxMara. Ad aprile compare in un editoriale di Teen Vogue, fotografata da Arthur Elgort. Nello stesso anno firma un contratto esclusivo con Calvin Klein, che la porterà ad essere il nuovo volto della campagna pubblicitaria nonché principale modella negli show del celebre marchio.
A giugno compare in un editoriale di Vogue Francia, fotografata da David Sims. A settembre viene classificata come stella nascente dalla rivista Teen Vogue.
Sfila al Victoria's Secret Fashion Show dal 2013 al 2015. Nell'aprile 2015 diventa una Victoria's Secret Angels, insieme ad altre nove modelle. Nei primi mesi del 2016 rifiuta il contratto a causa di un grave problema di salute: le è stata diagnosticata la Colite Ulcerosa

## Agenzie
- IMG Models - New York, Milano, Parigi, Londra
- Uno Models - Barcellona